# Nuncjatura Apostolska w Meksyku
Nuncjatura Apostolska w Meksyku – misja dyplomatyczna Stolicy Apostolskiej w Meksykańskich Stanach Zjednoczonych. Siedziba nuncjusza apostolskiego mieści się w Meksyku.

## Historia
Stolica Apostolska nawiązała stosunki dyplomatyczne z Meksykiem po uzyskaniu przez ten kraj niepodległości. Jednak w wyniku zabójstwa cesarza Meksyku Maksymiliana I i antyklerykalnej polityki władz meksykańskich, które prześladowały katolików, Stolica Święta zerwała stosunki dyplomatyczne z Meksykiem w 1867. Od 1904 (z przerwami w latach 1914 - 1921 i 1937 - 1956) istniała Delegatura Apostolska w Meksyku. Nie było to przedstawicielstwo dyplomatyczne, a delegat apostolski reprezentował papieża tylko wobec meksykańskiego Kościoła.
Stosunki dyplomatyczne Stolicy Apostolskiej z Meksykiem zostały ponownie nawiązane w 1992. 12 października 1992 św. Jan Paweł II ustanowił Nuncjaturę Apostolską w Meksyku.

## Przedstawiciele papiescy w Meksyku

### Do 1867
- abp Luigi Clementi (1851 - 1863) Włoch; delegat apostolski
- abp Pier Francesco Meglia (1864 - 1866) Włoch; nuncjusz lub delegat apostolski

### Delegaci apostolscy
- abp Domenico Serafini OSBSubl (1904 - 1912) Włoch; arcybiskup Spoleto we Włoszech
- abp Tommaso Pio Boggiani OP (1912 - 1914) Włoch
- abp Pietro Benedetti (1921) Włoch
- abp Ernesto Eugenio Filippi (1921 - 1923) Włoch
- abp Serafino Cimino OFM (1924 - 1925) Włoch
- abp George Joseph Caruana (1925 - 1929) Maltańczyk; jednocześnie delegat apostolski Antyli i od 1927 internuncjusz apostolski na Haiti
- abp Leopoldo Ruiz y Flóres (1929 - 1937) Meksykanin; arcybiskup Morelii
- abp Luigi Raimondi (1956 - 1967) Włoch
- abp Guido del Mestri (1967 - 1970) Włoch
- abp Carlo Martini (1970 - 1973) Włoch
- abp Mario Pio Gaspari (1973 - 1977) Włoch
- abp Sotero Sanz Villalba (1977 - 1978) Hiszpan
- abp Girolamo Prigione (1978 - 1992) Włoch

### Nuncjusze apostolscy
- abp Girolamo Prigione (1992 - 1997) Włoch
- abp Justo Mullor García (1997 - 2000) Hiszpan
- abp Leonardo Sandri (2000) Argentyńczyk
- abp Giuseppe Bertello (2000 - 2007) Włoch
- abp Christophe Pierre (2007 - 2016) Francuz
- abp Franco Coppola (2016 - 2021) Włoch
- abp Joseph Spiteri (od 2022) Maltańczyk